# Petronius Probinus (Konsul 489)
Petronius Probinus war ein spätantiker römischer Politiker zur Zeit des Ostgotenreichs.
Probinus war der Sohn von Rufius Achilius Maecius Placidus, Konsul im Jahr 481. Er hatte einen Sohn, Rufius Petronius Nicomachus Cethegus, der 504 Konsul wurde, sowie eine Tochter namens Blesilla.
Im Jahr 489 wurde Probinus zum Konsul ernannt. Zusammen mit Rufius Postumius Festus führte er die Opposition gegen Papst Symmachus an. Sie drängten Theoderich im Jahr 502, Symmachus zu suspendieren und einen Aufseher nach Rom zu entsenden. Theoderich entsandte daraufhin einen Beauftragten, um die Streitigkeiten zu überwachen. Zwischen 502 und ca. 505 verursachten ihre Aktionen gewaltsame Auseinandersetzungen zwischen den Anhängern und Gegnern von Symmachus in Rom. 511 wurde Probinus der Ehrentitel patricius verliehen.
In den Jahren 507/511 wurde Probinus aufgefordert, Eigentum zurückzugeben, das zuvor von der spectabilis femina Agapita erworben worden war; seine Vertreter erhoben Einspruch, und der Fall ging vor Gericht. Probinus war für seine herausragenden rhetorischen Fähigkeiten bekannt und erhielt einen Brief von Ennodius. Zuvor hatte er Ligurien besucht, u. a. vermutlich Mailand.